# Państwowa Rada Aprowizacyjna
Państwowa Rada Aprowizacyjna – polska regulacja prawna z 1919 r. powołana dekretem na wniosek Rady Ministrów, z zadaniem opiniowania w sprawach aprowizacji kraju oraz ustanawianie planu gospodarki aprowizacyjnej.
Państwowa Rada Aprowizacyjna była organem doradczym Ministra Aprowizacji.

## Skład Rady
W skład Państwowej Rady Aprowizacyjnej wchodzili:
- Minister Aprowizacji, jako przewodniczący;
- Podsekretarz Stanu Ministerstwa Aprowizacji, jako zastępca przewodniczącego;
- jeden delegat Związku kolejarzy;
- trzech delegatów Rad robotniczych z Warszawy, dwóch delegatów z Łodzi i dwóch delegatów z Zagłębia Dąbrowskiego,
- jeden delegat Związku stowarzyszeń spożywczych;
- po jednym delegacie od Rad miejskich: m. st. Warszawy, Łodzi, Częstochowy, Sosnowca, Lublina, Dąbrowy Górniczej, Krakowa, Lwowa i Poznania;
- czterej reprezentanci Galicji, jeden Śląska Cieszyńskiego i trzech b. zaboru pruskiego, których zamianuje Minister Aprowizacji w porozumieniu z miejscowymi organizacjami społecznymi;
- jeden delegat Związku miast;
- dwóch delegatów Centralnego Towarzystwa Rolniczego, w tym jeden delegat Związku Kółek Rolniczych;
- jeden delegat Towarzystwa Przemysłowców Królestwa Polskiego;
- reprezentanci zainteresowanych Ministerstw.

## Posiedzenia Rady
Posiedzenia Rady zwoływał Minister Aprowizacji raz na miesiąc. Państwowa Rada Aprowizacyjna powoływała spośród swego grona stały Komitet i Komisje, które rozważały sprawy poza posiedzeniami Rady. Celem działania Komitetu i Komisji było opracowanie poszczególnych gałęzi krajowego gospodarstwa aprowizacyjnego.
Komitet i Komisje zobowiązane były do składania Radzie sprawozdań ze swej działalności. Członkowie Państwowej Rady Aprowizacyjnej pełnili swoje obowiązki honorowo. Kadencja Państwowej Rady Aprowizacyjnej pierwszego powołania trwała do czasu zwołania Sejmu i powołania przez ten ostatni odpowiedniego organu.

## Powiatowe Rady Aprowizacyjne
Na podstawie dekretu z 1919 r. utworzono tymczasowe powiatowe Rady Aprowizacyjne. Zadaniem powiatowej Rady Aprowizacyjnej było współdziałanie z referentami aprowizacyjnymi w sprawie zarządzania środkami żywności, otrzymywanymi do dyspozycji z ogólnokrajowych kontyngentów i innych źródeł, według przepisów Ministerstwa Aprowizacji, w tym:
- powiatowa Rada Aprowizacyjna regulowały obrotem artykułami pierwszej potrzeby na terenie powiatu, stosownie do przepisów Ministerstwa;
- wyznaczały instytucje społeczno-handlowe dla odbioru towarów kontygentowych i zakupu pozakontygentowych dla całego powiatu;
- powierzały funkcje detalicznej sprzedaży odpowiednim instytucjom spożywczym lub w braku tych – kupcom prywatnym;
- czuwały nad cenami i wydawały zarządzenia w sprawie ich regulowania;
- wydawały zarządzenia o walce z lichwą i spekulacją, zgodnie z ogólnymi przepisami;
- czuwały nad wykonaniem ogólnych zarządzeń Ministerstwa Aprowizacji na terenie powiatu;
- przedstawiały Ministerstwu Aprowizacji wnioski w sprawach, dotyczących aprowizacji powiatu;
- czuwały nad organizacją, powołaną do skupu ziemiopłodów na wewnętrzne potrzeby powiatu oraz kontrolowały działalność tej organizacji.